# Eline Vere
Eline Vere é um filme de drama neerlandês de 1991 dirigido e escrito por Harry Kümel e Jan Blokker. Foi selecionado como representante dos Países Baixos à edição do Oscar 1992, organizada pela Academia de Artes e Ciências Cinematográficas.

## Elenco
- Marianne Basler	... 	Eline Vere
- Monique van de Ven	... 	Betsy van Raat
- Johan Leysen	... 	Henk van Raat
- Thom Hoffman	... 	Vincent Vere
- Paul Anrieu	... 	Oom Daniél
- Aurore Clément	... 	Tante Elise
- Bernard Kruysen	... 	Theo Fabrice
- Michael York	... 	Lawrence St. Clare
- Mary Dresselhuys	... 	Mevrouw van Raat
- Koen De Bouw	... 	Paul van Raat
- Miryanna van Reeden	... 	Jeanne Ferelijn (as Miryanna Boom)
- Herman Gilis... 	Otto van Erlevoort
- Karen van Parijs	... 	Frederique van Erlevoort
- Alexandra van Marken	... 	Emile de Weerde van Bergh
- Michael Pas	... 	George de Weerde van Bergh
- Ragnhild Rikkelman	... 	Lille Verstraeten